# 半纹帚形蛤
，是笋螂目杓蛤科帚形蛤属的一种。主要分布于中国大陆、台湾，常栖息在水深510米软泥底。